# Nikša Skelin
Nikša Skelin, född den 25 mars 1978 i Split i Kroatien, är en kroatisk roddare.
Han tog OS-silver i tvåa utan styrman i samband med de olympiska roddtävlingarna 2004 i Aten.